# Campionati del mondo di ciclismo su strada 2004 - Gara in linea femminile Elite
La gara in linea femminile Elite dei Campionati del mondo di ciclismo su strada 2004 è stata corsa il 2 ottobre in Italia, con partenza ed arrivo a Verona, su un percorso di 14,75 km da ripetere 9 volte. L'oro andò alla tedesca Judith Arndt che vinse con il tempo di 3h44'38" alla media di 35,458 km/h, argento all'italiana Tatiana Guderzo e a completare il podio la norvegese Anita Valen.

## Squadre e corridori partecipanti
| N.    | Cod. | Squadra         |
| ----- | ---- | --------------- |
| 1-4   | SWE  | Svezia          |
| 5-10  | NED  | Paesi Bassi     |
| 11-14 | GBR  | Regno Unito     |
| 15-20 | LTU  | Lituania        |
| 21-26 | RUS  | Russia          |
| 27-32 | FRA  | Francia         |
| 33-35 | NOR  | Norvegia        |
| 36-41 | GER  | Germania        |
| 42-45 | POL  | Polonia         |
| 46-51 | USA  | Stati Uniti     |
| 52-57 | ITA  | Italia          |
| 58-63 | CAN  | Canada          |
| 64    | CZE  | Repubblica Ceca |
| 65-70 | ESP  | Spagna          |
| 71-72 | AUT  | Austria         |
| 73-78 | AUS  | Australia       |
| 79-84 | SUI  | Svizzera        |

| N.      | Cod. | Squadra     |
| ------- | ---- | ----------- |
| 85-88   | UKR  | Ukraina     |
| 89-94   | BEL  | Belgio      |
| 95      | JPN  | Giappone    |
| 96-98   | DEN  | Danimarca   |
| 99      | JAM  | Giamaica    |
| 100     | MEX  | Messico     |
| 101     | ARG  | Argentina   |
| 102-104 | BLR  | Bielorussia |
| 105-109 | BRA  | Brasile     |
| 110     | COL  | Colombia    |
| 111     | EST  | Estonia     |
| 112     | FIN  | Finlandia   |
| 113-114 | HUN  | Ungheria    |
| 115-116 | IRL  | Irlanda     |
| 117     | MDA  | Moldavia    |
| 118     | RSA  | Sud Africa  |

## Classifica (Top 10)
| Pos. | Corridore              | Squadra     | Tempo    |
| ---- | ---------------------- | ----------- | -------- |
| 1    | Judith Arndt           | Germania    | 3h44'38" |
| 2    | Tatiana Guderzo        | Italia      | a 10"    |
| 3    | Anita Valen            | Norvegia    | a 12"    |
| 4    | Trixi Worrack          | Germania    | s.t.     |
| 5    | Modesta Vžesniauskaitė | Lituania    | s.t.     |
| 6    | Nicole Brändli         | Svizzera    | s.t.     |
| 7    | Joane Somarriba        | Spagna      | s.t.     |
| 8    | Svetlana Bubnenkova    | Russia      | s.t.     |
| 9    | Mirjam Melchers        | Paesi Bassi | s.t.     |
| 10   | Edita Pučinskaitė      | Lituania    | s.t.     |